# Trochalus bituberculatus
Trochalus bituberculatus är en skalbaggsart som beskrevs av Moser 1916. Trochalus bituberculatus ingår i släktet Trochalus och familjen Melolonthidae. Inga underarter finns listade i Catalogue of Life.